# 雅典 (內華達州)
雅典（英語：Athens）是位於美國內華達州奈縣的鬼鎮。

## 地理
雅典所處的海拔為高於海平面1878米（即6160英呎），而該地所採用的時區為UTC-8，即太平洋时区（PST）。同時該地設有夏令時間，為UTC-8調快一小時，即UTC-7（PDT）。